# El Chocón
El Chocón är en dammbyggnad i Argentina. Den ligger i den sydvästra delen av landet, 1 100 km sydväst om huvudstaden Buenos Aires. El Chocón ligger 328 meter över havet.
Terrängen runt El Chocón är varierad. El Chocón ligger nere i en dal. Trakten runt El Chocón är nära nog obefolkad, med mindre än två invånare per kvadratkilometer..
Omgivningarna runt El Chocón är i huvudsak ett öppet busklandskap.